# Pimoa gyaca
Pimoa gyaca (лат.) — вид пимовых пауков рода Pimoa (Pimoidae). Название дано по месту нахождения (Gyaca County).

## Распространене
Китай, Тибетский автономный район (Lhoka, уезд Гьяца, по пути к озеру Lhamo Latso, 29.39°N, 92.75°E, на высоте 4435 м).

## Описание
Мелкие пауки, длина тела около 5 мм. Карапакс самок желтоватый с черными боковыми краями; грудная ямка и радиальные борозды отчетливые; стернум буроватый; брюшко чёрное с желтоватыми поперечными перевязями. Ноги буроватые с чёрными кольцами. Эпигинум треугольный; вентральные пластинки широкие, дистально заостренные, длина примерно равна ширине; дорсальная пластинка узкая, язычковая; копулятивные отверстия отчетливые; сперматеки овальной формы, разделенные на ширину сперматеки; протоки оплодотворения желтоватые, ориентированы латерально. Сходен с видами P. crispa и P. mainling. Вид был впервые описан в 2021 году китайским арахнологами Xiaoqing Zhang и Shuqiang Li (Institute of Zoology, Chinese Academy of Sciences, Пекин, Китай) по материалам из Тибета.